# Nesothrips lativentris
Nesothrips lativentris är en insektsart som först beskrevs av Heinrich Hugo Karny 1913.  Nesothrips lativentris ingår i släktet Nesothrips och familjen smaltripsar. Inga underarter finns listade i Catalogue of Life.